# Okres Ústí nad Labem
Ústí nad Labem (Duits: Aussig (an der Elbe), Nederlands: Ústí aan de Elbe) is een district (Tsjechisch: Okres) in de Tsjechische regio Ústí nad Labem. De hoofdstad is Ústí nad Labem. Het district bestaat uit 23 gemeenten (Tsjechisch: Obec). Hoewel dit het kleinste district van de regio is, is de regio (kraj) naar deze okres genoemd.

## Lijst van gemeenten
De obce (gemeenten) van de okres Ústí nad Labem. De vetgedrukte plaatsen hebben stadsrechten.
Dolní Zálezly - Habrovany - Homole u Panny - Chabařovice - Chlumec - Chuderov - Libouchec - Malé Březno - Malečov - Petrovice - Povrly - Přestanov - Ryjice - Řehlovice - Stebno - Tašov - Telnice - Tisá - Trmice - Ústí nad Labem - Velké Březno - Velké Chvojno - Zubrnice

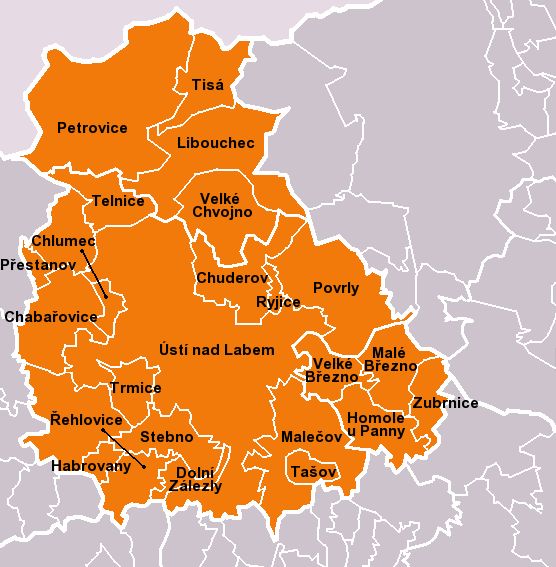
Gemeenten van okres Ústí nad Labem

Děčín · Chomutov · Litoměřice · Louny · Most · Teplice · Ústí nad Labem